# Кавальканти, Альберто
Альбе́рто де Алме́йда Кавалька́нти (порт.-браз. Alberto Cavalcanti, 6 февраля 1897[…], Рио-де-Жанейро — 23 августа 1982[…], XVI округ Парижа) — бразильский кинорежиссер, сценарист, продюсер и художник.

## Биография
Альберто Кавальканти родился в Рио-де-Жанейро (Бразилия) в семье известного математика итальянского происхождения. В 1917-м в 18-летнем возрасте окончил Женевский университет, где изучал архитектуру и юриспруденцию. Приехав этого же года в Париж, приобщился к деятелям «Авангарда».
В 1922 году начал работать в кино как художник-декоратор у режиссёра Марселя Л'Эрбье — незаконченная лента «Воскресение», картины «Бесчеловечная» и «Покойный Маттиас Паскаль». В 1926 году дебютировал как режиссёр, поставив фильм «Только время», который имел принципиальное значение для киноавангардистив, и стал своего рода манифестом документализма в авангардном кино. В первом же своем фильме Кавальканти в противовес всем другим доказывал, что и документальная картина окружающего мира также может служить материалом для экспериментов со временем и пространством, дав толчок особой разновидности документального кино — поэтическому документальному фильму.
А. Кавальканти, отмечая, что, в отличие от многих других сюрреалистов, никогда никаким другим искусством не занимался, то есть он был «сюрреалистом в кино», писал:
Среди всех представителей Авангарда я, может быть, ближе всех к реализму. Но Авангард не был школой... как не был он и заранее определенным стилем; это был способ выражения нашего протеста против заснятого романа или в точности перенесенного на экран спектакля. Мы хотели и стремились создать язык киноизложения»
В 1934 году по приглашению английского режиссёра-документалиста Джона Грирсона переехал в Лондон, где работал продюсером и руководителем производства в возглавляемом Грирсоном кинообъединении GPO Film Unit. В 1945 году совместно с Б. Дирденом, Ч. Крайтоном и Р. Геймером поставил игровой фильм «Глубокой ночью», который в 1946 году получил приз Кинофестиваля в Локарно за лучший сценарий.
Вернувшись в 1950 году в Бразилию, Кавальканти работал там продюсером на киностудии в Сан-Паулу, которую и возглавлял, а в 1952 году основал киностудию «Кинофильмес» (Kino Filmes), где поставил свой лучший фильм «Песня моря» (1952).
В 1954 году после внесения его в «чёрный список» за коммунистические взгляды, Альберто Кавальканти вернулся в Европу. В течение 1960-1970 годов работал в Австрии, Англии, Франции.
Сын Альберто Кавальканти — бразильский кинорежиссер Ибере Кавалканти.
В 1953 году в Бразилии вышла автобиографическая книга Альберто Кавальканти «Filme e Realidade» (Кино и реальность).
Умер Кавальканти в Париже в 85-летнем возрасте.

## Избранная фильмография
| Год  | Название                             | Оригинальное название                        | Страна                                                                |
| ---- | ------------------------------------ | -------------------------------------------- | --------------------------------------------------------------------- |
| 1927 | На рейде                             | En rade                                      | [./Файл:Flag_of_France.svg ]                                          |
| 1928 | Капитан Фракасс                      | Captain Fracasse                             | [./Файл:Flag_of_France.svg ]                                          |
| 1929 | Красная шапочка                      | Le petit chaperon rouge                      | [./Файл:Flag_of_France.svg ]                                          |
| 1930 | Каникулы дьявола                     | Les vacances du diable                       | [./Файл:Flag_of_the_United_States.svg ], [./Файл:Flag_of_France.svg ] |
| 1931 | На затерянном острове                | Dans une île perdue                          | [./Файл:Flag_of_France.svg ]                                          |
| 1942 | Как прошёл день?                     | Went the Day Well?                           | [./Файл:Flag_of_England.svg ]                                         |
| 1944 | Любитель шампанского                 | Champagne Charlie                            | [./Файл:Flag_of_England.svg ]                                         |
| 1945 | Глубокой ночью                       | Dead of Night                                | [./Файл:Flag_of_England.svg ]                                         |
| 1947 | Жизнь и приключения Николаса Никльби | The Life and Adventures of Nicholas Nickleby | [./Файл:Flag_of_England.svg ]                                         |
| 1947 | Первый джентльмен                    | The First Gentleman                          | [./Файл:Flag_of_England.svg ]                                         |
| 1947 | Они сделали меня беглецом            | They Made Me a Fugitive                      | [./Файл:Flag_of_England.svg ]                                         |
| 1952 | Песня моря                           | O Canto do Mar                               | [./Файл:Flag_of_Brazil.svg ]                                          |
| 1959 | Первая ночь                          | La prima notte                               | [./Файл:Flag_of_France.svg ], [./Файл:Flag_of_Italy.svg ]             |
| 1959 | Господин Пунтила и его слуга Матти   | Herr Puntila und sein Knecht Matti           | [./Файл:Flag_of_Austria.svg ], [./Файл:Flag_of_Germany.svg ]          |

## Награды и номинации
| Год  | Награда                                      | Категория               | Номинант                    | Результат |
| ---- | -------------------------------------------- | ----------------------- | --------------------------- | --------- |
| 1946 | Кинофестиваль в Локарно                      | Приз за лучший сценарий | «Глубокой ночью»            |           |
| 1947 | Международный кинофестиваль у Карловых Варах | Лучший режиссёр         | «Песня моря»                |           |
| 1947 | Венецианский кинофестиваль                   | Международное Гран-при  | «Они сделали меня беглецом» |           |
| 1954 | Каннский кинофестиваль                       | Гран-при                | «Песня моря»                |           |